# 巴士海峽羊舌鮃
巴士海峽羊舌鮃為輻鰭魚綱鰈形目鰈亞目鮃科的其中一種，為亞熱帶海水魚，分布於東印度洋澳洲南部及半鹹水域海域，棲息深度10-70公尺，體長可達25公分，棲息在沙底質底層水域或河口區，生活習性不明。

## 扩展阅读
維基物種上的相關：巴士海峽羊舌鮃